# Algarrobo, Tây Ban Nha
Algarrobo, Tây Ban Nha là một đô thị trong tỉnh Málaga, cộng đồng tự trị Andalusia Tây Ban Nha. Đô thị này có diện tích là 9,73 ki-lô-mét vuông, dân số năm 2009 là 6219 người với mật độ 639,16 người/km². Đô thị này có cự ly 38 km so với tỉnh lỵ Málaga.